# Martín Martínez
Martín Martínez – wielki mistrz zakonu Calatrava w latach 1199–1207.
W 1198 r. był dowódcą ekspedycji, która, za zgodą wielkiego mistrza, wyruszyła zdobyć zamek w Salvatierra. Do tego celu zgromadził wszelkie dostępne siły zakonu – 400 rycerzy i 600–700 piechurów. Twierdza została zdobyta i stała się nową siedzibą zakonu. Niewątpliwie sukces ten podniósł morale braci-rycerzy i utorował Martínezowi drogę do przywództwa w zakonie po śmierci mistrza de Quiñones.
Jako wielki mistrz Martínez uzyskał nową i ostateczną regułę zakonną od papieża Innocentego III 28 kwietnia 1199 r. Wzmocnił obronę Salvatierry i toczył nieustanne boje z napierającymi Maurami na czele swoich rycerzy aż do swojej śmierci.